# Azul (film, 2006)
Pour les articles homonymes, voir Azul.
Pour plus de détails, voir Fiche technique et Distribution.
Azul (AzulOscuroCasiNegro) est un film espagnol réalisé par Daniel Sánchez Arévalo, sorti en 2006.

## Synopsis
Jorge (Quim Gutiérrez), la vingtaine, travaille comme concierge d'immeuble pour aider son père Andrés (Héctor Colomé), invalide depuis une attaque cérébrale sept ans plus tôt. Jorge aspire à travailler à un poste correspondant à ses études  (il est licencié en droit des affaires). Alors son frère Antonio (Antonio De La Torre), emprisonné, lui demande de mettre enceinte une autre détenue appelée Paula (Marta Etura), dans le but de la faire transférer à la maternité pour la libérer des agressions quotidiennes.
Dans le même temps, le meilleur ami de  Jorge, Israël (Raúl Arévalo), découvre l'homosexualité de son père et assume la sienne.

## Le projet
Daniel Sánchez Arévalo, un licencié en droit des affaires, décida il y a dix ans de faire un Master de Cinéma à l'Université Columbia, pour lequel on lui demanda d'écrire un scénario. Il s'inspira de sa propre histoire pour écrire un scénario qui portait pour titre Física II. À son retour en Espagne, il le tourna entouré d'acteurs comme Jorge Monje, Héctor Colomé, Antonio De La Torre et Raúl Arévalo.
Après avoir gagné divers prix au Festival de Courts-métrages de Alcalá de Henares, Daniel Sánchez Arévalo put commencer dans le monde du long métrage. Il décide de reprendre l'histoire de Física II là où il l'avait laissée. Pour lui, AzulOscuroCasiNegro -titre faisant référence à l'état animique de son protagoniste et à sa perception de la vie-, c'est une histoire sur des personnages qui luttent contre le destin : des personnages attrapés de l'autre côte de la vitre, ce fin cristal à peine perceptible, quasi-invisible mais impossible à traverser, qui les séparent de leurs rêves, contre lequel ils se cognent constamment et oublient le quotidien avec la facilité d'un poisson rouge. Pour le réalisateur, le point commun à tous les  personnages est qu'ils désirent quelque chose qu'ils ne peuvent pas obtenir, et cela  les tient absolument bloqués, pour cela ils provoquent de petits changements pour que tout reste pareil.
La première difficulté qu'il rencontra fut l'impossibilité pour Jorge Monje de jouer son personnage. Quim Gutiérrez -connu en Catalogne pour la série El cor de la ciutat- le remplaça, bien qu'au début, il semblât au directeur que son physique était trop dur pour le rôle. Le reste de la distribution reprit son rôle et s'y ajoutèrent les noms de Eva Pallarés, Marta Etura, Manuel Morán, Ana Wagener, Roberto Enríquez, Marta Aledo et Daniel Muriel.
Le film fut projeté en avant-première au Festival de Malaga où il reçut le prix du meilleur scénario.

## Fiche technique
- Titre : Azul
- Titre original : AzulOscuroCasiNegro
- Titre anglais : DarkBlueAlmostBlack (USA)
- Réalisation :  Daniel Sánchez Arévalo
- Scénario : Daniel Sánchez Arévalo
- Musique : Pascal Gaigne
- Photographie : Juan Carlos Gómez
- Montage : Nacho Ruiz Capillas
- Production : José Antonio Félez
- Société de production : Canal+ España, Televisión Española et Tesela Producciones Cinematográficas
- Société de distribution : Telesa P.XC.
- Pays d'origine :  Espagne
- Langue originale : espagnol
- Format : Couleurs
- Genre : Drame
- Durée : 105 minutes
- Dates de sortie :
  -  Espagne : 31 mars 2006
  -  France : 28 février 2007

## Distribution
- Quim Gutiérrez : Jorge
- Raúl Arévalo : Israël
- Antonio de la Torre : Antonio
- Héctor Colomé : Andrés
- Marta Etura : Paula
- Eva Pallarés : Natalia
- Manuel Morón : Fernando
- Ana Wagener : Ana
- Roberto Enríquez : Roberto
- Marta Aledo : employée de banque
- Alex O'Dogherty : chef du personnel
- Daniel Muriel : Gonzalo
- Julián Villagrán

## Distinctions

### Récompenses
- Mostra de Venise 2006 : Label Europa Cinemas
- Festival du film espagnol de Málaga 2006 : Prix de la Critique, Meilleur scénario
- Festival du film espagnol Cinespaña de Toulouse 2006 : Prix de la Violette d'Or (Meilleur Film)
- Goya 2007 du meilleur premier film, du meilleur acteur dans un second rôle (Antonio de la Torre), du meilleur espoir masculin (Quim Gutiérrez)
- Festival Premiers Plans d'Angers 2007 : Prix du public